# 朱献福
朱献福（1963年10月—），男，汉族，河南长葛人，中华人民共和国企业家，河南众品食业股份有限公司董事长，中国共产党党员，第十三届全国人民代表大会河南省代表。

## 生平
2018年，朱献福被选为河南省出席第十三届全国人民代表大会代表。
2023年1月9日，因涉嫌严重违纪违法被河南省人大常委会罢免全国人民代表大会代表职务，2023年2月24日代表资格终止。